# Szent Rájner
Ranieri Scàcceri (Ranierius, Raynerius, Rainerius, Rainier, Raineri, Rainieri, Raniero vagy Regnier; Pisa, 1118 – Pisa, 1161. június 17.) itáliai remete, a római katolikus egyház szentje, Pisa es az utazók védőszentje. Ünnepnapja június 17., de a monacói Grimaldi-dinasztia tagjaként, november 19-én is ünneplik. Magyar nevére csupán egy művészettörténészi egyetemi cikkben található adat.

## Életpályája
Ranieri élete fiatalkorában gyökeres átalakuláson ment keresztül. 1118-ban született Gandolfo Scàcceri gazdag pisai kereskedő és Mingarda Buzzaccherini gyermekeként. Fiatalságát léha életmódban töltötte, mígnem 19 évesen megismerkedett Albertóval, a remetével, aki szülővárosába, a San Vito-kolostorba költözött. Az ő példáját követve Ranieri úgy döntött, hogy elhagyja minden vagyonát, hogy teljes szegénységben éljen. Ezután zarándoklat révén a Szentföldre költözött, ahol több éven át tartó testi gyötrelmeknek és bűnbánatnak szentelte magát.
1154-ben visszatért Pisába, barátja, Ranieri Bottacci pisai admirális vezetésével, és ugyanabba a San Vito-kolostorba vonult vissza, ahol évekkel korábban találkozott Alberto remetével. Már életében elterjedt csodáinak híre. A szentség állapotában halt meg 1161. június 17-én, ez lett liturgikus emlékének napja. A legenda szerint halálakor a pisai harangok maguktól megkondultak, anélkül, hogy bárki hozzájuk ért volna.

## Kultusza

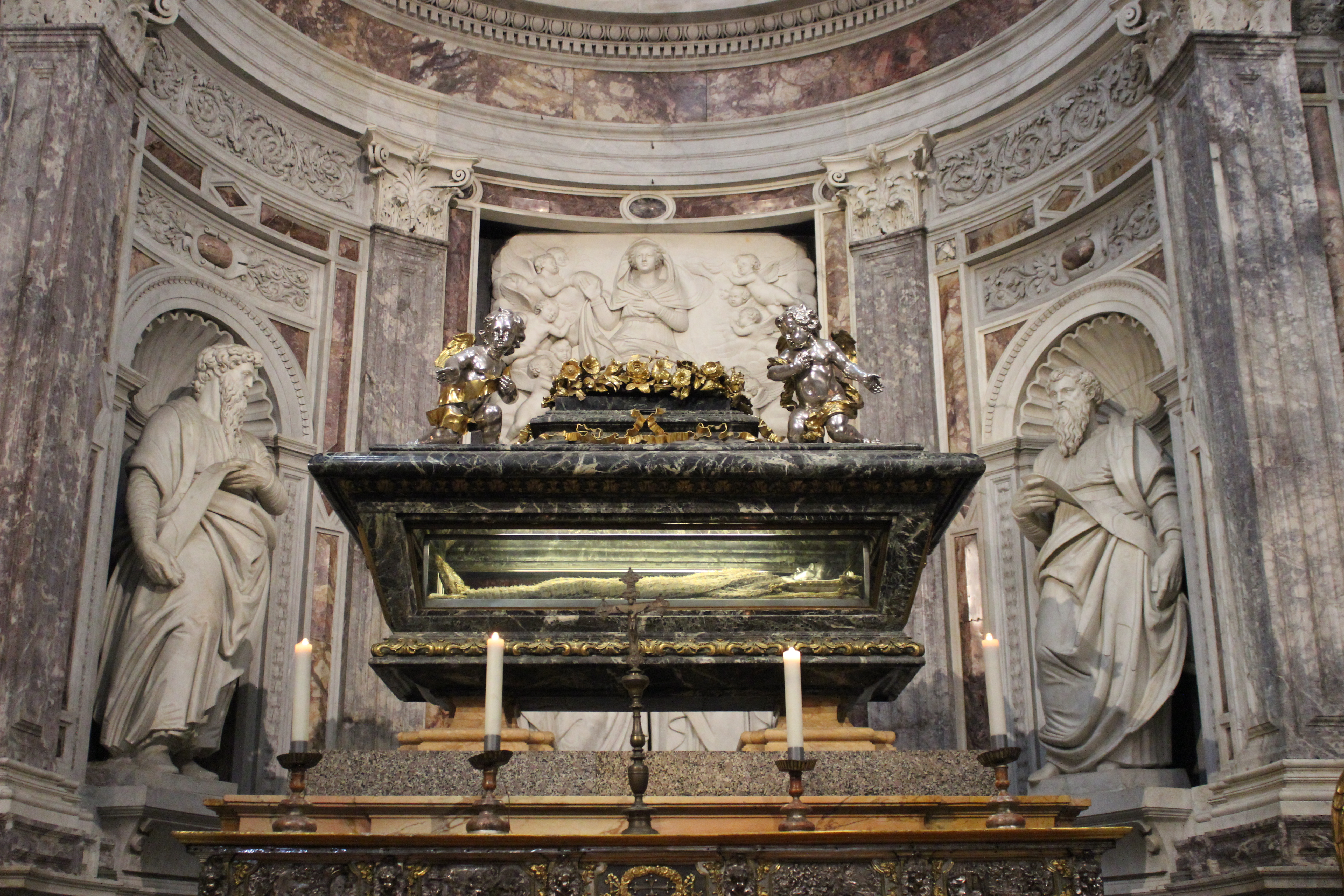
A szent oltársírja a pisai katedrálisban

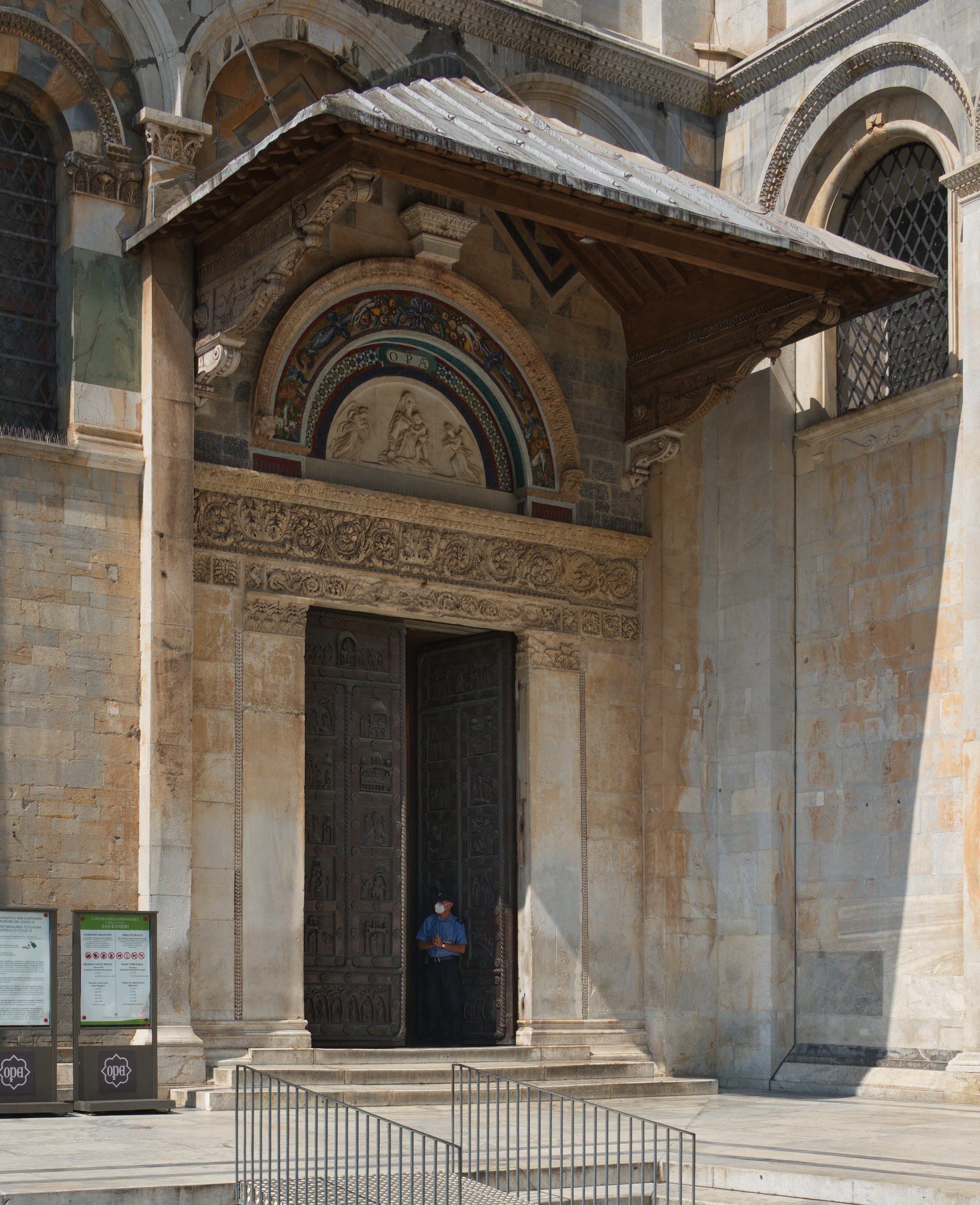
Az ún. Szent Rájner-kapu a pisai székesegyházban

1632-ben Szent Rájner lett az egyházmegye és Pisa város védőszentje. Ebből az alkalomból már szentként tisztelt földi maradványait körmenetben vitték keresztül a városon, amely luminarát rendezett a tiszteletére, és az előző oltárról (amelyben jelenleg San Guido della Gherardesca ereklyéi vannak) az Incoronata kápolnába költöztették, amely ma „San Ranieri” néven ismert. A luminaria, vagy ahogyan Pisában mondják luminara hagyományát Szent Rájner napjának előestéjén (június 17.) évente megülik, és az része a pisai június különböző ünnepeinek.
Számos csoda, legenda és érdekesség kíséri Ranieri alakját, amelyek még mindig a város kollektív képzeletében élnek. A csodák közül kiemelkedik egy ördögtől megszállt nő megszabadulása, és egy tragikusan elhunyt gyermek életre keltése. A pisaiak minden évben számítanak San Ranieri viharára, amely gyakran jellemzi az ünneplés napját. A jelenségnek tudományos alapja is van, mert ott általában június közepe táján megbolydul az időjárás. Végül a lakosság alsóbb rétegeiben gyökerező rosszindulatú hiedelem tolvajnak tekinti a szentet, ami abból adódik, hogy csontvázából hiányzik egy ujja, amit sajtlopásért kapott büntetésének tulajdonítanak. Az ujjról azonban bebizonyosodott, hogy utólag amputálták, hogy ereklyévé tegyék, ahogy az akkoriban szokás volt.

## Ikonográfiája
A pisai Camposanto temetőben Andrea di Bonaiuto festő (14. század) freskóba öntötte a szent életének néhány alábbi epizódját:
- Szent Rájner megtérése
- Szent Rájner a Szent Sírnál lemond a világ hívságairól
- Szent Rájner megkísértései és csodái
- Szent Rájner utazása és hazatérése
- Messina csodája

Ugyancsak a pisai Camposantóban láthatók Antonio Veneziano festő (14. század második fele) freskói:
- Szent Rájner halála
- Szent Rájner csodái halála után

A reneszánsz korban a pisai rend Palermo városában telepedett le, és a védőszent tiszteletére felállította a diadalívet a pisai Szent Rájner életéből vett epizódokkal díszítve, Gabriele di Battista szobrászra bízva a művek irányítását. Az 1503 és 1505 között emelt építmény ma a genovai közösség akaratából épült és finanszírozott Szent György-kápolna külső nyílása, Antonello Gagini zsenijének munkája. Az emlékkomplexum a palermói Szent Ferenc-bazilika jobb oldali hajójában található.

## Fordítás
- Ez a szócikk részben vagy egészben  a   Ranieri Scacceri című olasz Wikipédia-szócikk ezen változatának fordításán alapul.  Az eredeti cikk szerkesztőit annak laptörténete sorolja fel. Ez a jelzés csupán a megfogalmazás eredetét és a szerzői jogokat jelzi, nem szolgál a cikkben szereplő információk forrásmegjelöléseként.

## Bibliográfia
- Album di Pisa. Firenze: La Nazione (1972) Giorgio Batini:
- Ranieri. Il santo dell’acqua. Ghezzano (Pisa): Felici (2007) Francesco Mallegni-Paolo pisani:
- Mauro Ronzani: RANIERI di Pisa, in Dizionario biografico degli italiani, LXXXVI volume (Querenghi - Rensi), Róma, Istituto dell'Enciclopedia Italiana, 2016. Hozzáférés: 2023.május 30.
- Ekkart Sauser: Rainer von Pisa. In: Biographisch-Bibliographisches Kirchenlexikon (BBKL). 16. kötet, Bautz, Herzberg, 1999, ISBN 3-88309-079-4, 1313–1314.